# 양봉학

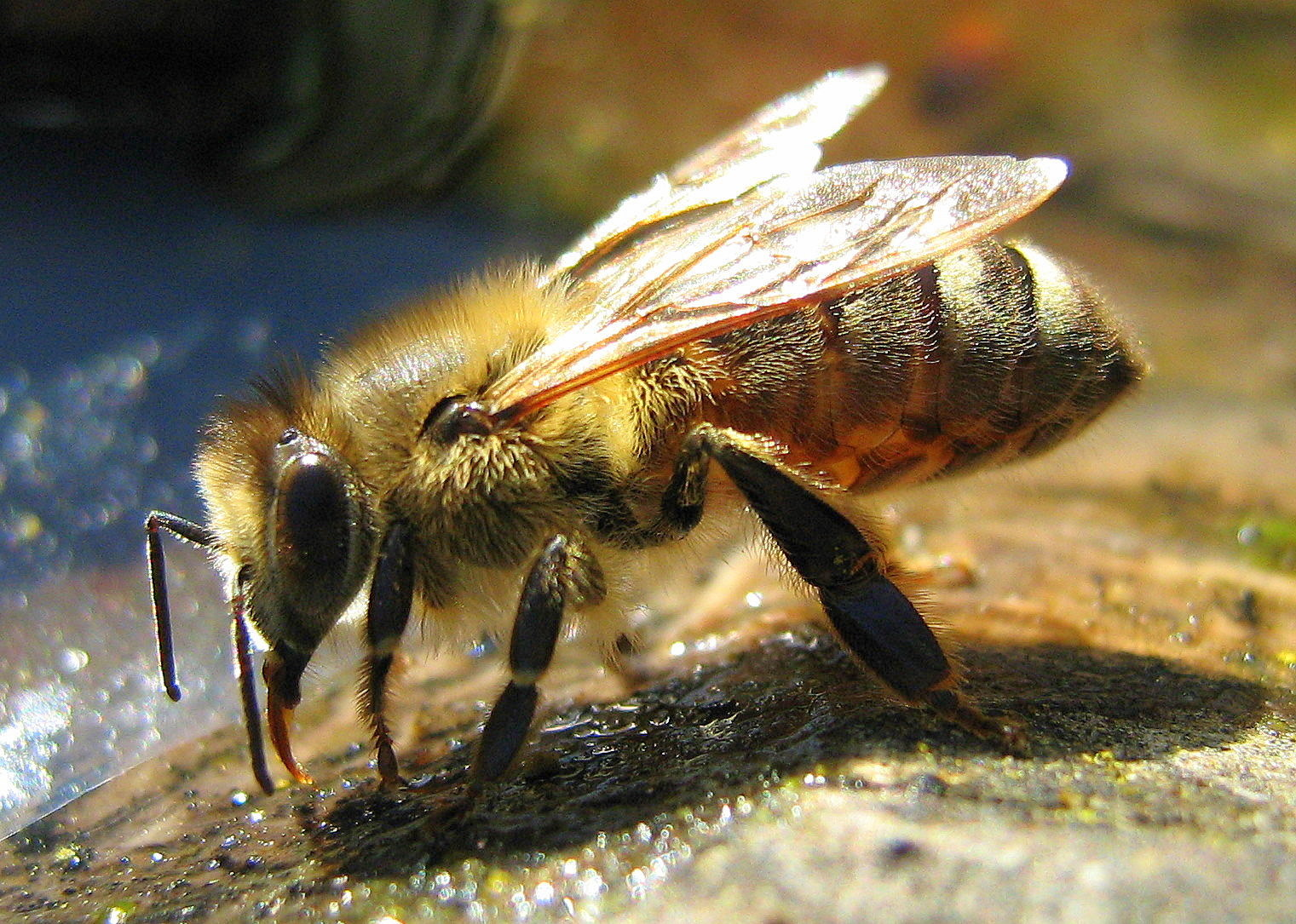
물을 마시는 꿀벌

양봉학(養蜂學)은 꿀벌에 관한 것을 연구하는 학문이다.
양봉학은 땅벌과 꿀벌을 포함하여 20,000종 이상의 종으로 구성된 꿀벌상과 내의 벌 클레이드(Anthophila clade)에서 발견되는 종을 다룬다.

## 같이 보기
- 양봉